# Beilschmiedia corbisieri
Beilschmiedia corbisieri är en lagerväxtart som först beskrevs av Robyns, och fick sitt nu gällande namn av Robyns & Wilczek. Beilschmiedia corbisieri ingår i släktet Beilschmiedia och familjen lagerväxter. Inga underarter finns listade i Catalogue of Life.